# Штібор Штіборіці
Штібор Штіборіці (угор. Stiborici Stibor, пол. Ścibor ze Ściborzyc; 1347/1348–1414) — політичний та військовий діяч, дипломат Польського та Угорського королівств. Відомий також як Сцибор зі Сцібожице.

## Життєпис

### На службі Анжу
Походив з польського шляхетського роду Стіборів гербу Остоя. Син Мосика з Сцібожице, воєводи гневковського. Народився близько 1348 року в Стіборице, отримавши ім'я Сцибор. Про молоді роки замало відомостей.
Вступив на службу до Людовика I Анжу, короля Угорщини. Ймовірно, це було пов'язано з конфліктом з польським королем Казимиром III П'ястом. 1370 року підтримував Людовика I при сходженні на трон королівства Польського. Отримав берестейське староство. Був одним з наближених до короля.

### На службі Люксембургу
У 1382 році після смерті Людовика I стає одним з радників регентши Польщі Єлизавети Боснійської, яка 1383 року призначає його воєводою куявським і ленчинським. У травні—червні 1384 року рушив на Краків, ннамагаючись посадити на трон Сигізмунда Люксембурга, намагаючись зберегти угорсько-польську унію. Йому запеклий спротив чинив плоцький воєвода Абрахам Соха.
З часом стає другом королеви Марії та її чоловіка Сигізмунда Люксембурга. Втім це призвело у 1386 році до конфлікту з польським королем Владиславом II, який позбавив Сцибора усіх посад.
Він перебирається до Угорщини, де змінює ім'я на Штібор. У липні 1386 року бунтівні барони взяли в полон королеву Марію і її мати Єлизавету. Штібор разом з Сигізмундом Люксембургом звільнили королеву. Штібор був призначений комендантом столиці. Після коронації Сигізмунда 31 березня 1387 року той призначив Штібора намісником Галичини. У 1388—1389 роках Штібор отримав від короля замку Болонд і Угрус (в сучасній Словаччині). Також 1389 року став пожонським ішпаном, а 1392 року — нітранським. Водночас отримав 4 замки на півночі королівства. 1387 року король видав декрет, за яким іноземцям було заборонено обіймати вищі посади. Але в цьому ж декреті Штібор названий поруч з декількома неугорськими аристократами, на яких рішення декрету на поширювалося. 1396 року під час поразки хрестоносців на чолі із Сигізмундом Люксембургом проти османського війська під Нікополем Штібор врятував короля від загибелі.
Водночас Штібор продовжував підтримувати своїх родичів, розширюючи володіння та вплив. 1401 року представники угорської знаті на чолі із архієпископом естергомським Яношем Каніжаї й надором (палатином) Детре Бебеком захопили короля, який вимушений був піти на низку поступок, зокрема щодо присутності іноземців. Втім Штібор активно боронив свої та королівські замки проти заколотників, що змусило Каніжаї та Бебека відмовитися від мови, висунутої королю, щодо позбавлення посад та маєтків Штібора. Тому останній залишився представником короля Сигізмунда, коли той залишив Угорщину. Також 1402 року вів перемовини з Тевтонським орден щодо продажу області Ноймарк з Бранденбурзької марки. Того ж року Люксембург повернувся до королівства та анулював усі надані заколотникам привілеї.
1403 року Янош Каніжаї, Дере Бебек та Хрвоє Вукчич підняли новий заколот, запропонувавши угорську корону Владиславу Анжу, королю Неаполя. Втім того ж року Штібор завдав поразки прихильникам останнього на півночі Угорщини. За це отримав в управління маєтності єпархій Естергома та Егера. 1408 року біля Добора завдав поразки боснійській армії, змусивши Боснію та далматинських магнатів підкоритися королю Сигізмунду. За це Штібор став одним з перших кавалерів Ордену Дракона.
1409 року призначається трансильванським воєводою. 1410 року очолив військо, яке в рамках союзу Угорщини та Тевтонського ордену, повинно було захопити Малу Польщу. Проте через спротив залог замків не захопив значної території, лише знищив замок Старий Сонч. 
1411 року домовився в Празі з імператором Священної Римської імперії Вацлав IV про обрання Сигізмунда Люксембурга римським королем. Того ж року очолював угорське військо проти Венеціанської республіки в Фріулі, де зазнав поразки королівський кондотьєр Філіпо сколарі.
Поразка Тевтонського ордену у війні з Польщею призвела Штібора до думки про необхідність замирення з польським королем. 1412 року підготував Любовльський мирний договір між Угорщиною та Польщею. Того ж року долучився до роботи Констанцького собору. Невдовзі повернувся до Угорщини, де 1413 року отримав завдання боронити північно-західні кордони від  вторгнення австрійських військ. Помер у лютому 1414 року. Поховано в Секешфехерварі.

## Власність
був одним з найзаможніших магнатів Угорщини. Володів 31 замком, зокрема Бецковим, Ухровечем, Чахтичем, Плавецем, Корлатко, та понад 200 маєтками.

## Родина
Дружина — Доброхна, донька Седзівоя Палуки з Шубіна, воєводи каліського.
Діти:
- Штібор (д/н—1434)
- Яхна, дружина Ладіслава Ілока, бана Мачви
- Радохна, дружина Анджея Балицького